# Styx (måne)
Styx (S/2012 (134340) 1) är en av Plutos fem kända månar. Den upptäcktes med rymdteleskopet Hubble i juli 2012 av Pluto Companion Search Team, som bestod av M. Showalter, H.A. Weaver, S.A. Stern, A.J. Steffl och Marc W. Buie. 
Styx har en omloppstid runt Pluto på drygt 20 dygn.. Styx har en oregelbunden form som från bilder tagna av sonden New Horizons har approximerats med en tredimensionell ellipsoid med storaxlarna 16x9x8 km.

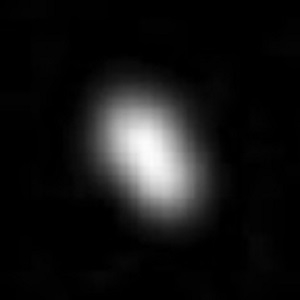
Styx fotograferad av New Horizons

## Namngivningen
Vid upptäckten fick satelliten småplanetsbeteckningen S/2012 (134340) 1 eftersom det var den första satelliten (S) som upptäcktes i omlopp kring småplaneten (134340) 2012. Det fick också den inofficiella beteckningen "P5", som den femte månen kring Pluto.
Konventionen vid namngivning av plutonska månar är att namnet ska associera till guden Pluto i den grekiska mytologin. För att bestämma namnen på 
P4 och P5 anordnade Mark Showalter och SETI-institutet en rådgivande internetomröstning 2013. Det var möjligt både att rösta på givna namn, men också att föreslå egna. Efter kungörelsen föreslog William Shatner, som spelat Kapten Kirk i Star Trek namnen Vulcan och Romulus, med hänsyftning till Vulcanus, eldens gud och Plutos släkting, och Romulus mytomspunnen grundare av Rom, men också planeter i Star Treks universum.
Båda dessa namn var på olika sätt diskvalificerade men Vulcan vann ändå omröstningen, med den trehövdade hunden Cerberus på andra plats och den underjordiska floden Styx på tredje.
2 juli 2013 tillkännagav IAU att Styx och Kerberos hade godkänts som namn för P5 och P4.